# جوزيف ويلر
جوزيف ويلر (بالإنجليزية: Joseph Wheeler)‏ ، من مواليد 10 سبتمبر 1836م، وتوفي بتاريخ 25 يناير سنة 1906م، وهو ضابط عسكري أمريكي وسياسي مخضرم، خاض حربه الأولى ضد القوات الإسبانية، ثم حربه ضد الفلبين.

## وصلات خارجية
- جوزيف ويلر على موقع الموسوعة البريطانية (الإنجليزية)

قالب:EB1911 Poster
- Biographical sketch
- Joe Wheeler Letter, W.S. Hoole Special Collections Library, The University of Alabama
- جوزيف ويلر at the Biographical Directory of the United States Congress Retrieved on 2008-10-18
- "جوزيف ويلر". فايند أغريف. اطلع عليه بتاريخ 2014-11-13.
- Men of Mark in America Biographical Sketch